# José Graziano da Silva
José Francisco Graziano da Silva (Urbana, 17 novembre 1949) è un agronomo brasiliano con cittadinanza statunitense naturalizzato italiano.
Ha scritto diversi libri sui problemi dell'agricoltura in Brasile. Tra il 2003 e il 2004, Graziano lavorò come ministro straordinario per la sicurezza alimentare durante il governo di Luiz Inácio Lula da Silva e fu il responsabile per l'attuazione del programma Fame zero, tirando fuori 28 milioni di persone dalla soglia di povertà nazionale durante gli 8 anni del governo Lula. Il 26 giugno 2011, Graziano da Silva è stato eletto il nuovo direttore generale dell'Organizzazione delle Nazioni Unite per l'Alimentazione e l'Agricoltura (FAO), diventando il primo latino-americano ad occupare tale posizione. Ha assunto il suo ruolo di direttore generale dal 1º gennaio 2012 fino al luglio 2019.

## Biografia
Graziano nacque il 17 novembre 1949 a Urbana, Illinois, da genitori brasiliani di origine italiana (dalla regione Calabria). Pertanto, ha tripla cittadinanza: Americana (da ‘jus soli’), italiana e brasiliana.

### Istruzione e carriera accademica
Graziano si è laureato come agronomo nel 1972, dopo aver frequentato l'Universidade de São Paulo e la Escola Superior de Agricultura Luiz de Queiroz. Ha fatto anche un MBA presso la stessa istituzione nel 1974, dopo aver presentato una tesi sulla distribuzione della ricchezza in Brasile. Egli ricevette il dottorato dalla Università statale di Campinas nel 1980, diventando professore di Economia Agraria in questa stessa istituzione. Negli anni successivi ha preso un diploma post-dottorato presso l'Università della California - Berkeley e presso l'Università di Londra, dell'Istituto di Studi latini americani.

### Ministro per la sicurezza alimentare e la carriera presso la FAO
Nel 2001, Graziano coordinò la formulazione del programma Fame zero, uno dei punti principali della campagna di Luiz Inácio Lula da Silva per la presidenza. A fine del 2002, quando Lula da Silva diventò presidente eletto, Graziano fu nominato dallo stesso come Ministro straordinario per la sicurezza alimentare. Dal 1º gennaio 2003 al 23 gennaio 2004, lavorò come capo di quel ministero, essendo responsabile per l'implementazione del programma Fame Zero. Il primo gennaio 2004, il Presidente Lula creò il Ministero per lo Sviluppo sociale e la lotta contro la fame che ha assorbì le funzioni del Ministero straordinario, nominando Anania Patrus come capo dello stesso. Dopo ciò, Graziano da Silva diventò un consigliere speciale alla Presidenza della Repubblica. Nel marzo del 2006, Graziano da Silva diventò vicedirettore dell'Organizzazione per l'alimentazione e l'agricoltura (FAO), e il suo rappresentante regionale per l'America Latina e i Caraibi. Durante il suo mandato, Graziano ottenne che i paesi dell'America latina si impegnassero per eliminare la fame entro il 2025. Ha anche promosso un programma per quanto riguarda le questioni rurali, che difende il rafforzamento delle istituzioni e delle politiche pubbliche volte a raggiungere uno sviluppo integrale e solidale nelle zone rurali.
Nel 2011, Graziano da Silva presentò la sua candidatura per il Direttore generale della FAO. Fu eletto il 26 giugno 2011, nel corso della 37ª conferenza dell'agenzia a Roma dopo aver ricevuto 92 dei 180 voti alla seconda votazione. Batté l'ex Ministro spagnolo degli Affari Esteri e della Cooperazione Miguel Ángel Moratinos per sostituire il predecessore Jacques Diouf, la cui permanenza in carica (18 anni), richiedeva un cambiamento nelle regole dell'agenzia per porre dei limiti alla durata del mandato. Ci furono altri quattro candidati nel primo scrutinio:Franz Fischler (Austria), Indroyono Soesilo (Indonesia), Mohammad Saeid Noori Naeini (Iran), e Latif Rashid (Iraq). Il termine di Graziano come Direttore Generale della FAO avrà inizio il 1º gennaio 2012 e finirà a luglio 2015.
La Oxfam accolse favorevolmente la vittoria di Graziano da Silva, dicendo che aveva l'esperienza e l'impegno di "trasformare il nostro difettoso sistema alimentare e facilitare il passaggio verso un nuovo futuro agricolo". Gli Stati Uniti accolsero inoltre favorevolmente l'elezione di Graziano da Silva, sottolineando la necessità di portare avanti le riforme e dare una spinta per uno sviluppo agricolo sostenibile, un maggiore accesso alle colture alimentari e maggiori opportunità per le donne ed i piccoli agricoltori.

## Opere
Graziano è autore di importanti pubblicazioni sullo sviluppo rurale, la sicurezza alimentare e l'economia agraria. Ha 25 libri pubblicati, tra cui ″O que é una Domanda Agraria?″ (in italiano: Qual è la questione agraria?), la sua opera più conosciuta, originariamente pubblicata dalla casa editrice Brasiliense nel 1980.

## Vita personale
Graziano da Silva è sposato con la giornalista Paola Ligasacchi. Ha due figli e due nipoti.

## Premi e riconoscimenti
Graziano da Silva è il destinatario di numerosi premi e riconoscimenti, come ad esempio l'Ordine del Rio Branco, donato dal presidente brasiliano; la Medaglia al Merito Paulista scientifica e tecnologica, concessa dal governo di San Paolo e della Società Brasiliana di Economia Rurale, Premio Amministrazione e Sociologia (Premio SOBER).
In data 4 novembre 2013, è stato insignito della carica di 'Grand Officier de l'Ordre National du Benin' dal Gran Cancelliere dell'Ordine nazionale al merito del Benin, la sig.ra Koubourath Anjorin Osseni, per il contributo fondamentale della FAO nella lotta alla fame e alla malnutrizione in Benin. Inoltre, questa onorificenza va ad arricchire il curriculum di un uomo la cui carriera già vanta il grande impegno nel sollevare dallo stato di povertà 28 milioni di brasiliani tramite il programma “Zero Hunger”.